# Анахайм
Анахайм (на английски: Anaheim) е град в окръг Ориндж, щата Калифорния, Съединените американски щати.
Намира се на 45 км (28 мили) на югоизток от Лос Анджелис. Има население от 328 014 жители (2000), а общата му площ е 130,7 км² (50,5 мили²).
Анахайм е основан от 50 немски семейства през 1857 г. Придобил е статут на град на 10 февруари 1870 г. В Анахайм се намира увеселителният парк „Дисниленд“.

## Известни личности
Родени в Анахайм
- Ашли Бенсън (р. 1989), актриса
- Майлоу Вентимилия (р. 1977), актьор
- Тони Револори (р. 1996), актьор
- Лео Фендер (1909 – 1991), лютиер, създател на китари Фендер

## Побратимени градове
- Витория, Испания